# 新阿尔沃拉达
新阿尔沃拉达是巴西南大河州的一个市镇。总面积149.362平方公里，总人口3058人，人口密度20.5人/平方公里。